# Dichotomius horvathi
Dichotomius horvathi là một loài bọ cánh cứng trong họ Bọ hung (Scarabaeidae).